# 횡성초등학교
횡성초등학교는 대한민국 강원특별자치도 횡성군 횡성읍 읍하리 교항북로에 있는 초등학교이다.

## 학교 연혁
- 1908년 10월 1일 사립 화성학교 설립
- 1911년 6월 27일 초대 교장 三戶春造 부임
- 1911년 11월 1일 횡성공립보통학교 개교(설립인가 6월 27일)
- 1914년 3월 14일 제1회 졸업
- 1919년 4월 1일 현재의 학교 위치로 이전
- 1938년 4월 1일 횡성남공립심상소학교로 개칭
- 1941년 4월 1일 횡성남공립국민학교로 개칭
- 1946년 2월 14일 횡성공립국민학교로 개칭
- 1950년 6월 1일 횡성국민학교로 개칭
- 1954년 3월 1일 교가 제정
- 1968년 3월 2일 성북국민학교 분리
- 1974년 4월 1일 특수학급 설치
- 1981년 3월 1일 병설유치원 개원
- 1996년 3월 1일 횡성초등학교로 개칭
- 2007년 4월 21일 학교운동장 인조 잔디구장 개장식
- 2007년 7월 18일 모둠학습실 개관
- 2009년 3월 1일 덕고초등학교 통폐합
- 2016년 3월 1일 당평분교장 통폐합
- 2016년 12월 26일 특별교실(4실) 신축
- 2017년 3월 1일 25학급 편성 운영
- 2017년 9월 4일 인조잔디 운동장 철거
- 2018년 2월 9일 제104회 졸업(졸업생 88명 누계:13,489명)
- 2018년 2월 28일 제31대 이헌수 교장 퇴임
- 2018년 3월 1일 제32대 이기웅 교장 부임
- 2019년 1월 4일 제105회 졸업(졸업생 82명 누계13,571명)
- 2019년 3월 1일 26학급(특수반 2학급 포함)편성 운영

## 참고 자료
- 횡성초등학교 - 한국교육학술정보원 학교알리미